# Inventaire de l'orientation sociosexuelle
L'inventaire de l'orientation sociosexuelle (IOS-R) est un questionnaire de 9 items, basé sur les déclarations personnelles, et conçu pour mesurer les différences des individus dans leur tendance à avoir des relations sexuelles occasionnelles, non engagée. Cette tendance, appelée orientation sociosexuelle est divisée en trois facettes mesurées par l'inventaire: le comportement (nombre de partenaires sexuels), l'attitude (sexualité libre) et le désir (pas dans une relation amoureuse). La révision la plus récente est celle de 2008.

## Histoire
Le concept de sociosexualité a été introduit par Alfred Kinsey, pour décrire les différences des individus en ce qui concerne la tendance à s'engager dans des relations sexuelles libres.
Peu de recherches ont été faites jusqu'à ce que l'intérêt pour le sujet augmente nettement, lorsque Gangestad et Simpson ont sorti leur Inventaire de l'Orientation Sexuelle de 5 items, en 1991. Cependant, de graves problèmes ont été trouvés avec l'échelle d'origine concernant la sociosexualité en tant qu'une seule dimension, avec parfois de faibles cohérences internes, une distribution de score asymétrique, et une question inapplicable pour les célibataires,,. Ce sont ces préoccupations qui ont conduit Penke et Asendorpf à créer le SOI-R.
Il existe actuellement deux variations du SOI-R, disponible en 25 langues, une échelle de réponse de 9 points pour l'intégration du SOI original de Gangestad et Simpson, et une de 5 points pour la majorité des sujets. Les versions linguistiques comprennent notamment le tchèque, l'anglais, le hongrois, ou le polonais.

## Résultats
D'importantes différences entre les sexes ont été trouvées sur l'échelle, avec une corrélation beaucoup plus grande entre les facettes de l'attitude et du comportement chez les femmes que chez les hommes. Il y avait des différences importantes également concernant le désir, peu de différences pour l'attitude (les hommes ont un score plus élevé que les femmes), et aucune différence dans le comportement.
Dans l'amélioration de l'échelle de Gangestad et Simpson, les trois facteurs semblent apporter une contribution unique et ont une validité discriminante. Le désir a apporté une contribution unique à la prédiction du passé sexuel et des comportements relationnels, l'attractivité de l'observateur, l'auto-perception de la contrainte de la valeur, le comportement de flirt des hommes et femmes, ainsi que les liens entre la libido et la qualité de la relation. L'attitude semble responsable des préférences de relations sexuelles, et des flirts romantiques entre partenaires, en dehors de la relation.